# Zeroland
Zeroland – trzeci album studyjny polskiej grupy muzycznej Antigama. Wydawnictwo ukazało się 1 listopada 2005 roku nakładem wytwórni muzycznej SelfMadeGod. Nagrania zostały zarejestrowane w olsztyńskim Studio X w marcu 2005 roku we współpracy z Szymonem Czechem.

## Lista utworów
Opracowano na podstawie materiału źródłowego.
1. „Seed" (muz. Myszkowski, Rokicki, Pietrasik, Bentkowski, sł. Myszkowski) – 01:25
2. „Izaak" (muz. Myszkowski, Rokicki, Pietrasik, Bentkowski, sł. Myszkowski) – 01:17
3. „Jazzy" (muz. Myszkowski, Rokicki, Pietrasik, Bentkowski) – 01:35
4. „Starshit" (muz. Myszkowski, Rokicki, Pietrasik, Bentkowski) – 01:26
5. „How" (muz. Myszkowski, Rokicki, Pietrasik, Bentkowski, sł. Myszkowski) – 02:32
6. „The View" (muz. Myszkowski, Rokicki, Pietrasik, Bentkowski, sł. Myszkowski) – 01:58
7. „Wounded Butterfly" (muz. Myszkowski, Rokicki, Pietrasik, Bentkowski, sł. Myszkowski) – 01:35
8. „Sorry" (muz. Myszkowski, Rokicki, Pietrasik, Bentkowski, sł. Myszkowski) – 02:47
9. „Zeroland" (muz. Myszkowski, Rokicki, Pietrasik, Bentkowski) – 09:28

## Twórcy
Opracowano na podstawie materiału źródłowego.

- Łukasz Myszkowski – wokal prowadzący
- Sebastian Rokicki – gitara rytmiczna, gitara prowadząca
- Michał Pietrasik – gitara basowa
- Krzysztof Bentkowski – perkusja
- Szymon Czech – inżynieria dźwięku, miksowanie